# Thilo Stralkowski
Thilo Stralkowski, né le 2 mai 1987 à Essen, est un joueur de hockey sur gazon allemand. Il a remporté le titre olympique lors des Jeux olympiques d'été de 2012 qui se sont déroulés à Londres.

## Palmarès

### Jeux olympiques
- Jeux olympiques d'été de 2012 à Londres
  -  Médaille d'or.

### Championnat d'Europe
- Championnat d'Europe de 2011 à Mönchengladbach
  -  Médaille d'or.
- Championnat d'Europe de 2013 à Boom
  -  Médaille d'or.

### Championnat d'Europe en salle
- Championnat d'Europe en salle de 2012 à Leipzig
  -  Médaille d'or.